# Mastrus fukaii
Mastrus fukaii är en stekelart som först beskrevs av Henry Lorenz Viereck 1911.  Mastrus fukaii ingår i släktet Mastrus och familjen brokparasitsteklar. Inga underarter finns listade i Catalogue of Life.